# Heinrich Ernst von Beyrich
Heinrich Ernst von Beyrich (alemany: Heinrich Ernst Beyrich)  (Berlín, 31 d'agost de 1815 - Berlín, 9 de juliol de 1896) fou un geòleg alemany nascut a Berlín el 31 d'agost del 1815. Fou educat a la Universitat de Berlín, i després a Bonn, on fou alumne de Goldfuss i Noggerath. Obtingué el seu Ph.D. a Berlín, i posteriorment fou contractat al museu de minerologia de la universitat, esdevenint director de la col·lecció paleontològica el 1857, i director del museu el 1875.
Fou un dels fundadors de la Societat Geològica Alemanya el 1848. Reconegué aviat el valor de la paleontologia en el treball estratigràfic, i dugué a terme investigacions importants a les muntanyes del Rin, als Alps i al Harz. En els anys posteriors, dedicà una especial atenció als estrats terciaris, incloent-hi el lignit del nord d'Alemanya.
El 1854 suggerí el nom Oligocè per certs estrats terciaris intermedis entre l'Eocè i el Miocè, un terme que fou adoptat oficialment. El 1865 aconseguí el càrrec de professor de geologia i paleontologia a la Universitat de Berlin, on tingué molt d'èxit. Quan es fundà el Servei Geològic Prus, en fou designat codirector juntament amb Wilhelm Hauchecorne (1828-1900) Publicà Beitragezur Kenntniss der Versteinerun gen des rheinischen Ubergangs-gebirges (1837); Uber einige hohmische Trilobiten (1845); Die Conchylien des norddeutschen Tertiargebirges (1853-1857). Morí al juliol del 1896.